# Rhizocyon
Rhizocyon is een geslacht van fossiele hondachtigen uit de Borophaginae. De enige soort van het geslacht, R. oregonensis, is bekend van het Arikareean van Oregon. Hij werd oorspronkelijk beschreven als Cynodictis (?) oregonensis door Merriam, maar daarvoor en daarna is hij onder vele andere namen bekend geweest. De geslachtsnaam is afgeleid van de Griekse woorden rhiza "wortel" en cyon "hond". De soort is wel als een verwant van de primitievere Hesperocyoninae gezien.
Archaeocyon · Oxetocyon · Otarocyon · Rhizocyon

Tribus Phlaocyonini: Cynarctoides · Phlaocyon

Tribus Borophagini: Cormocyon · Desmocyon · Metatomarctus · Euoplocyon · Psalidocyon · Microtomarctus · Protomarctus · Tephrocyon

Subtribus Cynarctina: Paracynarctus · Cynarctus

Subtribus Aelurodontina: Aelurodon · Tomarctus

Subtribus Borophagina: Paratomarctus · Carpocyon · Protepicyon · Epicyon · Borophagus